# Kwietus
Kwietus, Titus Fulvius Junius Quietus (zm. 261) – rzymski uzurpator na wschodzie cesarstwa od 17 września 260. Syn Makriana Starszego, urzędnika skarbowego cesarza Waleriana I. Dzięki wsparciu Balisty, prefekta pretorianów, oraz wpływom ojca, który zarządzał cesarskim skarbcem, wraz z bratem Makrianem Młodszym został wyniesiony na tron na wschodzie po wzięciu do niewoli cesarza Waleriana przez Persów.